# Kung Yuan av Zhou
Kung Yuan av Zhou, (kinesiska: 周元王, pinyin: zhōu yúan wáng, Wade-Giles: kung Yüan av Chou) var den tjugosjunde härskaren av den kinesiska Zhoudynastin och den femtonde av den östra Zhoudynastin. Han härskade från 475 f.Kr. till sin död 469 f.Kr.